# Муто, Тосиаки
Тосиаки Муто (武藤利昭, род. 1927 год, Токио) — японский дипломат, посол Японии в СССР в 1985-1987 годах.

## Биография
Окончил юридический факультет Токийского университета.
С 1950 года на дипломатической службе. Работал в зарубежных представительствах и в центральном аппарате МИД Японии.
В 1973–1976 годах – советник-посланник посольства во Франции.
В 1976–1978 годах – генеральный консул Японии в Монреале.
В 1978–1982 годах – генеральный директор департамента Европы и Океании МИД, советник министра иностранных дел.
В 1982–1984 годах – посол в Саудовской Аравии и Йеменской Арабской Республике по совместительству.
В 1984–1987 годах – посол в Индонезии
В 1987 году был назначен послом в СССР и 23 октября вручил вверительные грамоты.